# Paddy Buckley Round

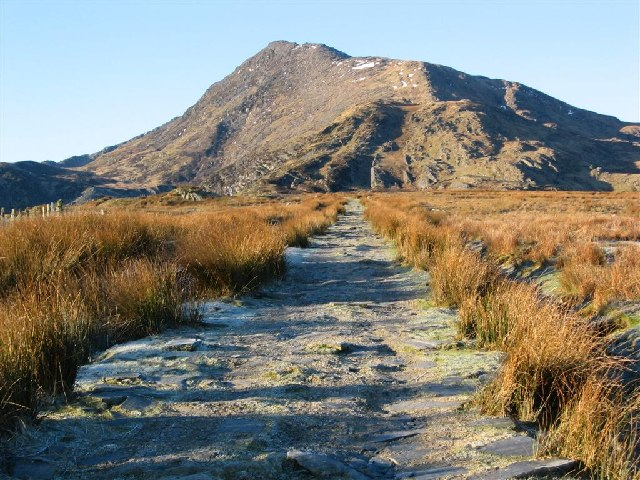
Von Capel Curig nach Moel Siabod

Die Paddy Buckley Round, auch als Welsh Classical Round (klassische waliser Runde) bekannt, ist eine Langdistanz-Berglauf-Herausforderung in Snowdonia, Wales. Der Rundkurs ist etwas über 100 km lang und führt über 47 Gipfel. Er gilt als etwas schwerer als das englische Pendant im Lake District, der Bob Graham Round. Das schottische Pendant ist die Ramsay Round.
Obwohl es kein offizielles Zeitlimit gibt, gilt es als Ziel, die Strecke in unter 24 Stunden zu absolvieren, wenngleich der erste Absolvent länger brauchte.
Die Läufer dürfen an jedem Punkt der Route starten und die Strecke wahlweise im oder gegen den Uhrzeigersinn laufen, müssen jedoch ihr Rennen wieder am Startpunkt beginnen. Die Route führt sowohl über die bekannten Hochgebirgszüge von Snowdon, den Glyderau und den Carneddau als auch die weniger besuchten Gebiete von Moel Siabod, dem Moelwynion, Moel Hebog und dem Nantlle Ridge. Entworfen hat die Route der Namensgeber Paddy Buckley, der erste Absolvent war 1982 Wendy Dodds. Es scheint keine tiefere Systematik bei der Auswahl der zu besuchenden Gipfel zu geben, allerdings werden sowohl die höchsten Gipfel der jeweiligen Gebirgszüge sowie die kleineren Gipfel auf dem Weg einbezogen. Bei einigen dieser Gipfel handelt es sich allerdings eigentlich nur um Erhebungen auf einem Kamm und keine wirklichen Gipfel.
Als schnellste bekannte Runde galten für viele Jahre die von Mark Hartell erlaufenen 18 Stunden und 10 Minuten. Am 4. Mai 2008 erlief Chris Near vom Laufverein Eryri Harriers dieselbe Zeit. Gebrochen wurde dieser alte Rekord im Juli 2009 von Tim Higginbottom, der nur 17 Stunden und 42 Minuten brauchte. 2019 verkürzte Damian Hall dies auf 17 Stunden und 31 Minuten und am 30. August 2020 Matthew Roberts auf 16 Stunden und 38 Minuten. Kim Collison erlief wiederum im April 2021 eine neue Bestzeit von 16 Stunden und 20 Minuten. Ein Jahr später wurde im April 2022 der aktuelle Rekord von  Finlay Wild aufgestellt, der die Runde in 15 Stunden und 14 Minuten ohne weitere Unterstützung lief.
Der Rekord der Frauen wird seit 2023 von Lizzie Richardson mit einer Zeit von 17 Stunden und 22 Minuten gehalten.
Eine doppelte Paddy Buckley Roundwurde das erste Mal von Nicky Spinks im Mai 2019 in einer Gesamtzeit von 57 Stunden und 57 Minutengelaufen. Hiermit vervollständigte sie ihre Trilogie der doppelten Runden von allen drei großen Runden im Vereinigten Königreich. Den Rekord für die doppelte Runde wurde mit 52 Stunden und 52 Minuten im Juni 2024 von Ajay Hanspal eingestellt. Er war gleichzeitig der zweite Läufer, der eine doppelte Runde lief. Beide doppelte Runden wurden unterstützt, unterschieden sich jedoch sowohl hinsichtlich Richtung als auch Startpunkt: Nicky Spinks entschied sich in Capel Curig zu starten und erst eine Runde gegen den, dann eine Runde im Uhrzeigersinn zu laufen; Ajay Hanspal hingegen startete in Llanberis und lief zunächst im, dann gegen den Uhrzeigersinn. Die doppelte Paddy Buckley Round gilt als ungefähr 2–4 Stunden langsamer als die doppelte Bob Graham Round.
Das Buch "The Welsh Three Thousand Foot Challenges: A Guide for Walkers and Hill Runners" beschreibt eine Version der Route, die die Schiefersteinbrüche, die die schnellste Route nutzt, umgeht und empfiehlt den Kurs als viertägigen Backpacking-Trip und nicht als Lauf innerhalb eines Tages zu absolvieren.

## Die Strecke
Bei einem Start in Llanberis und einem Besuch der Gipfel im Uhrzeigersinn, ist die Reihenfolge selbiger folgende:
| Gipfel |                      | Höhe in m | Ungefähre Gesamtdistanz in km |
| ------ | -------------------- | --------- | ----------------------------- |
|        | Llanberis            | 105       | 0                             |
| 1      | Elidir Fach          | 795       | 3                             |
| 2      | Elidir Fawr          | 924       | 4                             |
| 3      | Mynydd Perfedd       | 812       | 6                             |
| 4      | Foel Goch            | 831       | 7                             |
| 5      | Y Garn               | 947       | 8                             |
| 6      | Glyder Fawr          | 999       | 11                            |
| 7      | Glyder Fach          | 994       | 12                            |
| 8      | Tryfan               | 917       | 14                            |
|        | Ogwen Cottage        | 300       | 16                            |
| 9      | Pen yr Ole Wen       | 978       | 18                            |
| 10     | Carnedd Dafydd       | 1044      | 18                            |
| 11     | Carnedd Llewelyn     | 1064      | 23                            |
| 12     | Pen yr Helgi Du      | 833       | 25                            |
| 13     | Pen Llithrig y Wrach | 799       | 27                            |
|        | Capel Curig          | 200       | 32                            |
| 14     | Carnedd Moel Siabod  | 872       | 36                            |
| 15     | Clogwyn Bwlch-y-maen | 548       | 39                            |
| 16     | Carnedd y Cribau     | 591       | 40                            |
| 17     | Cerrig Cochion       | 550       | 43                            |
| 18     | Moel Meirch          | 607       | 44                            |
| 19     | Ysgafell Wen         | 650       | 46                            |
| 20     | Mynydd Llynnau'r Cwn | 669       | 46                            |
| 21     | Three Tops           | 672       | 47                            |
| 22     | Moel Druman          | 676       | 47                            |
| 23     | Allt-fawr            | 698       | 48                            |
|        | Bwlch Cwmorthin      | 470       | 51                            |
| 24     | Foel Ddu             | 458       | 52                            |
| 25     | Moel-yr-hydd         | 648       | 52                            |
| 26     | Moelwyn Bach         | 710       | 55                            |
| 27     | Craigysgafn          | 689       | 55                            |
| 28     | Moelwyn Mawr         | 770       | 56                            |
| 29     | Cnicht               | 689       | 60                            |
|        | Aberglaslyn          | 5         | 67                            |
| 30     | Bryn Banog           | 529       | 70                            |
| 31     | Moel Hebog           | 782       | 72                            |
| 32     | Moel yr Ogof         | 655       | 73                            |
| 33     | Moel Lefn            | 638       | 74                            |
| 34     | Y Gyrn               | 452       | 76                            |
| 35     | Mynydd-y-Ddwy-elor   | 466       | 76                            |
| 36     | Trum y Ddysgl        | 709       | 78                            |
| 37     | Mynydd Drws-y-coed   | 695       | 78                            |
| 38     | Y Garn               | 633       | 79                            |
|        | Rhyd-Ddu             | 190       | 82                            |
| 39     | Craig Wen            | 608       | 86                            |
| 40     | Yr Aran              | 747       | 87                            |
| 41     | Cribau Tregalan      | 931       | 90                            |
| 42     | Snowdon              | 1085      | 91                            |
| 43     | Garnedd Ugain        | 1065      | 92                            |
| 44     | Moel Cynghorion      | 674       | 95                            |
| 45     | Foel Goch            | 605       | 97                            |
| 46     | Foel Gron            | 629       | 98                            |
| 47     | Moel Eilio           | 726       | 99                            |
|        | Llanberis            | 105       | 104                           |

## Streckenprofil
Das unten gezeigte Streckenprofil entspricht einem Start und Ziel in  Llanberis bei einem Ablaufen der Route im Uhrzeigersinn.

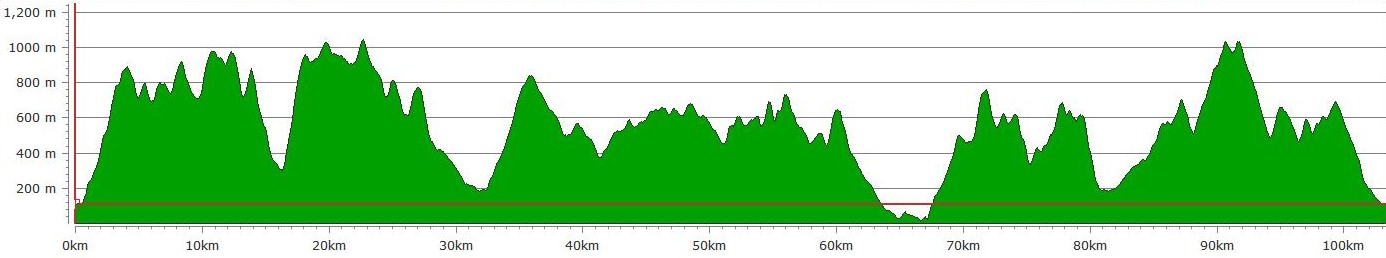
Das Streckenprofil der Paddy Buckley Round